# Thimo de Saxe
Thimo de Saxe, appelé également Timo de Saxe, né le 22 décembre 1923 à Munich et mort le 22 avril 1982 à Emden, est un prince de la maison de Saxe.

## Biographie
Il est le deuxième fils d'Ernest Henri de Saxe, lui-même fils du dernier roi de Saxe Frédéric-Auguste III, et de Sophie de Luxembourg. Il est notamment le père du prétendant au trône de Saxe Ruediger, fils qu'il a eu avec sa première femme Margrit Lukas.

## Mariages et descendance
Thimo de Saxe se marie à trois reprises  :
1) en 1952 avec Margrit Lukas (1932-1957), dont il a deux enfants : 
1. Ruediger de Saxe (1953-2022), prétendant au trône de Saxe ;
2. Iris de Saxe, née en 1955, mariée en premières noces en 1975 avec Hans-Jurgen Hadam (1950-1977), puis mariée en secondes noces en 1977 avec Wolfgang König (né en 1943), divorcés en 1983, ensuite mariée en troisièmes noces en 1988 avec Ulrich Schuhmacher (né en 1953), divorcés en 1989, et mariée en quatrièmes noces en 1996 avec Wolfgang Siegfried Döhring (né en 1941).

2) en 1966 avec Charlotte Schwindack (née à Dresde, le 11 mars 1919), divorcés en 1974.
3) en 1974 avec Erna Eilts (1921-2010).
Thimo de Saxe reconnaît d'une liaison avec Erika Montanus, un fils :
1. Hermann von Sachsen, né en 1950, épouse en 1979 Theophana Aladjov (née en 1949), divorcés en 1991, dont quatre enfants.

## Honneurs
Thimo de Saxe est  :
- grand-collier de l'ordre de la Couronne de Rue (Saxe)